# Anna Thorell
Anna Josefina Thorell, (som ogift känd som Anna Kullberg), född Andersson 5 augusti 1861 i Göteborg, död 7 mars 1939 på Höstsol i Täby församling i Stockholms län var en svensk skådespelare samt operett- och kuplettsångare.

## Biografi
Anna Thorell debuterade redan 1877 vid Carl Otto Lindmarks operettsällskap. År 1882 gifte hon sig med skådespelaren och regissören Hjalmar Thorell (1847–1906). Tillsammans med maken ledde hon i flera år Folkets hus teater i Norrköping och hade senare engagemang vid flera olika teatersällskap.

## Filmografi (urval)
- 1914 – Prästen
- 1920 – Karin Ingmarsdotter
- 1920 – Carolina Rediviva
- 1920 – Bodakungen
- 1924 – Löjen och tårar

## Teater (ej komplett)

### Roller
| År   | Roll        | Produktion                                                            | Regi             | Teater                          |
| ---- | ----------- | --------------------------------------------------------------------- | ---------------- | ------------------------------- |
| 1902 |             | I sjunde himmeln, revy                                                |                  | Kristallsalongen                |
| 1912 | Medverkande | Susanna och seglarna, eller En rundmålning, Norrköping-Arkösund, revy |                  | John Lianders sällskap          |
| 1917 | Grevinnan   | 500 procent Egill Rostrup och Johannes Anker Larsen                   | Hjalmar Peters   | Folkets hus teater              |
| 1919 |             | Portvaktens dotter Olga Hansen-Ott                                    | Ernst Engborg    | Folkets hus teater              |
| 1921 |             | En stockholmsflicka Oscar Wennersten                                  |                  | Folkets hus teater              |
| 1922 |             | Halta Lena och vindögda Per Ernst Fastbom                             |                  | Tantolundens friluftsteater     |
| 1922 |             | Det stora mågakriget Walter Stenström och Nanna Wallensteen           | Walter Stenström | Tantolundens friluftsteater     |
| 1925 |             | Äventyr vid kolonistugan Walter Stenström och Gideon Wahlberg         |                  | Tantolundens friluftsteater     |
| 1925 | Modern      | Påsk August Strindberg                                                |                  | Betty Nansen-teatret (gästspel) |